# Tricyphona (Tricyphona) fenderiana
Tricyphona (Tricyphona) fenderiana is een tweevleugelige uit de familie Pediciidae. De soort komt voor in het Nearctisch gebied.